# Ибрахимоглу, Исмет
Исмет Ибрахимоглу (тур. İsmet İbrahimoğlu, 1943 — 1988) — турецкий шахматист, национальный мастер.
Родился на территории бывшей Югославии. После окончания Второй мировой войны семья переехала в Турцию. Получил техническое образование, работал инженером.
Чемпион Турции 1967, 1970 и 1971 гг. Чемпион Стамбула 1961 г.
В составе сборной Турции участник трех шахматных олимпиад (1966, 1968 и 1970 гг.). На шахматной олимпиаде 1966 г. получил индивидуальную бронзовую медаль за 3-й результат среди вторых запасных участников.
Наиболее известен по партии, которую на шахматной олимпиаде 1970 г. у него выиграл Р. Фишер.

## Спортивные результаты
| Год  | Город  | Соревнование                                  | + | −  | = | Результат | Место      |
| ---- | ------ | --------------------------------------------- | - | -- | - | --------- | ---------- |
| 1966 | Гавана | XVII Олимпиада (сборная Турции, 2-й запасной) | 8 | 1  | 4 | 10 из 13  | 3 на доске |
| 1967 |        | Чемпионат Турции                              |   |    |   |           | 1          |
| 1968 | Лугано | XVIII Олимпиада (сборная Турции, 2-я доска)   | 9 | 5  | 4 | 11 из 18  |            |
| 1970 |        | Чемпионат Турции                              |   |    |   |           | 1          |
|      | Зиген  | XIX Олимпиада (сборная Турции, 1-я доска)     | 6 | 10 | 1 | 6½ из 17  |            |
| 1971 |        | Чемпионат Турции                              |   |    |   |           | 1          |